# Elezioni primarie della Concertación del 2005
Le elezioni primarie presidenziali della Concertación de Partidos por la Democracia dell'anno 2005  sono state la modalità con cui la coalizione di centrosinistra Concertación al governo ininterrottamente dal 1990 ha scelto il proprio candidato alla presidenza per le elezioni presidenziali del 2005. In questa occasione si affrontarono due candidate, Michelle Bachelet sostenuta dal Partito Socialista del Cile (PS), Partito per la Democrazia (PPD), Partito Radicale Social Democratico (PRSD), e Soledad Alvear candidata del Partito Democratico Cristiano del Cile (PDC). Nonostante ciò le elezioni non si svolsero perché la candidata democristiana si era ritirata.

## Campagna elettorale
All'interno del centrosinistra cileno diversi esponenti avevano presentato le proprie proposte di candidatura per le elezioni dell'11 dicembre. Per questo motivo i dirigenti dei quattro partiti della coalizione decisero di ripresentare lo stesso sistema per la scelta della candidatura.
Il PS ha presentato come candidata Michelle Bachelet ex ministra della Sanità e della Difesa del governo di Ricardo Lagos. Successivamente anche il PPD e il PRSD appoggiarono la candidata socialista.
La Democrazia Cristiana per scegliere il proprio candidato alle primarie ha dovuto selezionarlo fra tre aspiranti: Soledad Alvear ex ministra degli Esteri del governo Lagos, Giustizia (Frei) e Sernam (Aylwin), Adolfo Zaldívar segretario del partito ed Eduardo Frei Ruiz-Tagle, ex Presidente tra il 1994 ed il 2000.
Frei si ritirò e il 15 gennaio 2005 Alvear è stata proclamata candidata alle primarie per la DC.
Per la prima volta il Cile aveva la possibilità di avere una donna che avrebbe avuto grandi possibilità per divenire Presidente del paese. Tra le due candidate si raggiunse un accordo per la modalità dell'elezione primaria che si sarebbe svolta il 31 luglio dello stesso anno e si stabilì l'organizzazione di due dibattiti primarie: il primo si svolseil 28 aprile del 2005 l'altro il 27 luglio.
Il 24 maggio la candidata democristiana si ritirò e la DC proclamò come candidata Michelle Bachelet che da quel momento sarebbe stata la candidata unica alla corsa presidenziale di dicembre.